# Alfaro (gènere)
 Alfaro és un gènere de peixos de la família dels pecílids i de l'ordre dels ciprinodontiformes.

## Taxonomia
- Alfaro cultratus  (Regan, 1908)
- Alfaro huberi  (Fowler, 1923)[1][2][3][4][5]